# مدرسه اسلامی (همدان)
مدرسه اسلامی نام یکی از مدارس قدیم شهر همدان است. این مدرسه توسط تقی رسولی در سال ۱۳۲۳ قمری بنا شد. او به کمک عده‌ای از متجددین که در گسترش فرهنگ نقش داشتند و با استفاده از تاثیرات مدارس آمریکایی و مدرسه آلیانس چند مدرسه در همدان برپا نمود. از جمله افراد فوق می‌توان موسی نثری، سیدحسن مجیدزاده، میزرا حسین‌خان صفا و شمس‌الدین عشقی را یاد کرد.